# Perdita bicuspidariae
Perdita bicuspidariae är en biart som beskrevs av Timberlake 1962. Perdita bicuspidariae ingår i släktet Perdita och familjen grävbin. Inga underarter finns listade i Catalogue of Life.